# Argesita
L'argesita és un mineral de la classe dels halurs. Rep el seu nom d'Arges, fill d'Urà, un dels tres ciclops que van ajudar Hefest, el déu grec del foc.

## Característiques
L'argesita és un halur de fórmula química (NH₄)₇Bi₃Cl16. És de color groc clar i cristal·litza en el sistema trigonal. El seu hàbit és gairebé sempre tabular, i en molts casos és complex degut a la presència de diversos romboedres i cristalls bipiramidals. Va ser aprovada per l'Associació Mineralògica Internacional l'any 2011.

## Formació i jaciments
Es troba en fumaroles actives de mitja temperatura, aproximadament al voltant dels 250 °C. Sol trobar-se associada a altres minerals com: bismutinita, brontesita, demicheleïta-(Br), demicheleïta-(Cl) i panichiïta. Només se n'ha trobat al cràter La Fossa, a l'illa Vulcano (Illes Eòlies, Sicília, Itàlia), l'indret on va ser descoberta.